# Хансен, Йоаким
Йоаким Хансен (норв. Joachim Hansen; 26 мая 1979, Осло) — норвежский боец смешанного стиля, представитель лёгкой и полулёгкой весовых категорий. Выступал на профессиональном уровне в период 1999—2016 годов, известен по участию в турнирах таких бойцовских организаций как Pride, Dream, Shooto, владел титулом чемпиона Dream в лёгком весе.

## Биография
Йоаким Хансен родился 26 мая 1979 года в Осло, его отец — норвежец, а мать имеет шотландское происхождение. Уже в детстве под впечатлением от фильмов с Джеки Чаном начал интересоваться боевыми искусствами, с девятнадцати лет практиковал бразильское джиу-джитсу, выступал на многих любительских соревнованиях по борьбе до сдачи и грэпплингу, удостоился чёрного пояса по БЖЖ, тренировался вместе с другим известным норвежским борцом джиу-джитсу Йоном Олавом Эйнемо. Прежде чем стать профессиональным бойцом ММА, работал водителем нефтяного танкера.

### Начало профессиональной карьеры
Дебютировал в смешанных единоборствах на профессиональном уровне в ноябре 1999 года, победив своего соперника технически нокаутом в первом же раунде. Первое время дрался в финском промоушене Finnfight, позже перешёл в финское отделение Shooto, а затем заявил о себе в Японии, одержав победу над такими бойцами как Такуми Накаяма, Румина Сато и Таканори Гоми — в последнем поединке завоевал титул чемпиона Shooto в весовой категории до 70 кг. Однако уже при первой же защите лишился своего чемпионского пояса, в бою с бразильцем Витором Рибейру попался в «ручной треугольник» и вынужден был сдаться. Выступал и в США, так, на турнире Euphoria в Атлантик-Сити с помощью удушающего приёма сзади заставил сдаться россиянина Сергея Голяева.

### Pride Fighting Championships
Имея в послужном списке десять побед и только два поражения, в 2005 году Хансен привлёк к себе внимание крупнейшей японской организации Pride Fighting Championships и дебютировал здесь с победы нокаутом над Масакадзу Иманари. Позже стал участником гран-при Pride в лёгкой весовой категории, но сумел дойти здесь лишь до стадии полуфиналов, где единогласным решением судей уступил Хаято Сакураи. Выступал в организации с попеременным успехом, одержал победу нокаутом над бразильским бойцом Луисом Азереду, но проиграл сдачей японцу Синъе Аоки. Также в этот период оспаривал титул чемпиона Shooto в категории до 70 кг, но в чемпионском поединке с Тацуей Кавадзири был дисквалифицирован за удар ногой в пах.

### Dream
Вскоре после того как Pride прекратил своё существование в 2008 году Йоаким Хансен перешёл в новосозданный японский промоушн Dream и сразу принял участие в гран-при лёгкого веса. В стартовом бою выиграл единогласным решением у японца корейского происхождения Котэцу Боку, тогда как в четвертьфинале с тем же результатом уступил американцу Эдди Альваресу. Несмотря на поражение, в дальнейшем получил возможность вернуться в гран-при благодаря победе в резервном бою — в итоге, поскольку Альварес в своём полуфинале получил сильное рассечение под правым глазом, Хансен заменил его в финальном поединке с Синъей Аоки. Он взял у японца реванш, выиграв техническим нокаутом в первом раунде, и завоевал тем самым титул чемпиона Dream в лёгкой весовой категории.
В октябре 2009 года состоялся третий бой между Хансеном и Аоки, на сей раз во втором раунде японский боец успешно применил болевой приём «рычаг локтя» и забрал чемпионский пояс себе. Лишившись титула в лёгком весе, Хансен решил попробовать себя в полулёгкой весовой категории и вышел на ринг против действующего чемпиона Dream в этом дивизионе бразильца Бибиану Фернандиса, которому проиграл в сравнительно равном поединке раздельным судейским решением. Впоследствии ещё в течение нескольких лет выступал на японских аренах.

## Статистика в профессиональном ММА
| Боёв 38          | Побед 23 | Поражений 14 |
| ---------------- | -------- | ------------ |
| Нокаутом         | 7        | 3            |
| Сдачей           | 8        | 5            |
| Решением         | 8        | 5            |
| Дисквалификацией | 0        | 1            |
| Ничьи            | 1        | 1            |

| Результат | Рекорд  | Соперник          | Способ                     | Турнир                                      | Дата             | Раунд | Время | Место                | Примечание                                                  |
| --------- | ------- | ----------------- | -------------------------- | ------------------------------------------- | ---------------- | ----- | ----- | -------------------- | ----------------------------------------------------------- |
| Поражение | 23-14-1 | Цунэо Кимура      | Единогласное решение       | Shooto: Fight Collection in Okinawa         | 27 марта 2016    | 3     | 5:00  | Окинава, Япония      |                                                             |
| Поражение | 23-13-1 | Диегу Нунис       | KO (удар рукой)            | Superior Challenge 11                       | 29 ноября 2014   | 2     | 1:51  | Сёдертелье, Швеция   | Бой за титул чемпиона Superior Challenge в полулёгком весе. |
| Поражение | 23-12-1 | Сё Ду Вон         | KO (удары руками)          | ROAD FC 15                                  | 31 мая 2014      | 1     | 0:15  | Вонджу, Южная Корея  |                                                             |
| Победа    | 23-11-1 | Сё Ду Вон         | Сдача (треугольник руками) | ROAD FC 11                                  | 13 апреля 2013   | 2     | 3:14  | Сеул, Южная Корея    |                                                             |
| Поражение | 22-11-1 | Тацуя Кавадзири   | Сдача (треугольник руками) | Dream 17                                    | 24 сентября 2011 | 3     | 2:30  | Сайтама, Япония      |                                                             |
| Победа    | 22-10-1 | Мицухиро Исида    | Раздельное решение         | Dream: Fight for Japan!                     | 29 мая 2011      | 2     | 5:00  | Сайтама, Япония      |                                                             |
| Победа    | 21-10-1 | Усама Азиз        | Сдача (рычаг локтя)        | Super Challenge 6                           | 29 октября 2010  | 2     | 3:47  | Стокгольм, Швеция    |                                                             |
| Победа    | 20-10-1 | Хидэо Токоро      | Сдача (треугольник)        | Dream 16                                    | 25 сентября 2010 | 1     | 2:48  | Нагоя, Япония        |                                                             |
| Поражение | 19-10-1 | Хироюки Такая     | KO (удары руками)          | Dream 14                                    | 29 мая 2010      | 1     | 4:27  | Сайтама, Япония      |                                                             |
| Поражение | 19-9-1  | Бибиану Фернандис | Раздельное решение         | Dream 13                                    | 22 марта 2010    | 2     | 5:00  | Иокогама, Япония     | Бой за титул чемпиона Dream в полулёгком весе.              |
| Поражение | 19-8-1  | Синъя Аоки        | Сдача (рычаг локтя)        | Dream 11                                    | 6 октября 2009   | 2     | 4:56  | Иокогама, Япония     | Лишился титула чемпиона Dream в лёгком весе.                |
| Победа    | 19-7-1  | Синъя Аоки        | TKO (удары руками)         | Dream 5                                     | 21 июля 2008     | 1     | 4:19  | Осака, Япония        | Выиграл титул чемпиона Dream в лёгком весе.                 |
| Победа    | 18-7-1  | Культар Гилл      | Сдача (рычаг локтя)        | Dream 5                                     | 21 июля 2008     | 1     | 2:33  | Осака, Япония        | Резервный бой турнира Dream в лёгком весе.                  |
| Поражение | 17-7-1  | Эдди Альварес     | Единогласное решение       | Dream 3                                     | 11 мая 2008      | 2     | 5:00  | Сайтама, Япония      | Четвертьфинал турнира Dream в лёгком весе.                  |
| Победа    | 17-6-1  | Котэцу Боку       | Единогласное решение       | Dream 1                                     | 15 марта 2008    | 2     | 5:00  | Сайтама, Япония      | Стартовый этап турнира Dream в лёгком весе.                 |
| Победа    | 16-6-1  | Кадзуюки Мията    | Сдача (удушение сзади)     | Dynamite!! 2007                             | 31 декабря 2007  | 2     | 1:33  | Осака, Япония        |                                                             |
| Поражение | 15-6-1  | Эйдзи Мицуока     | Решение большинства        | Shooto: Back To Our Roots 6                 | 8 ноября 2007    | 3     | 5:00  | Токио, Япония        |                                                             |
| Победа    | 15-5-1  | Джейсон Ирленд    | Сдача (рычаг локтя)        | Pride 33                                    | 24 февраля 2007  | 3     | 2:33  | Лас-Вегас, США       |                                                             |
| Поражение | 14-5-1  | Синъя Аоки        | Сдача (гогоплата)          | Pride Shockwave 2006                        | 31 декабря 2006  | 1     | 2:24  | Сайтама, Япония      |                                                             |
| Победа    | 14-4-1  | Луис Азереду      | KO (удар коленом)          | Pride Bushido 10                            | 2 апреля 2006    | 1     | 7:09  | Токио, Япония        |                                                             |
| Поражение | 13-4-1  | Тацуя Кавадзири   | DQ (удар в пах)            | Shooto: The Victory of the Truth            | 17 февраля 2006  | 1     | 0:08  | Токио, Япония        | Бой за титул чемпиона Shooto в полусреднем весе (70 кг).    |
| Поражение | 13-3-1  | Хаято Сакураи     | Единогласное решение       | Pride Bushido 9                             | 25 сентября 2005 | 2     | 5:00  | Токио, Япония        | Полуфинал гран-при Pride в лёгком весе.                     |
| Победа    | 13-2-1  | Ивес Эдвардс      | Раздельное решение         | Pride Bushido 9                             | 25 сентября 2005 | 2     | 5:00  | Токио, Япония        | Стартовый этап гран-при Pride в лёгком весе.                |
| Победа    | 12-2-1  | Кэнъитиро Тогаси  | Единогласное решение       | Shooto: Alive Road                          | 20 августа 2005  | 3     | 5:00  | Иокогама, Япония     |                                                             |
| Победа    | 11-2-1  | Масакадзу Иманари | KO (удар коленом)          | Pride Bushido 8                             | 17 июля 2005     | 1     | 2:34  | Нагоя, Япония        |                                                             |
| Победа    | 10-2-1  | Каол Уно          | KO (удар коленом)          | K-1 Hero’s 1                                | 26 марта 2005    | 3     | 4:48  | Сайтама, Япония      |                                                             |
| Победа    | 9-2-1   | Сергей Голяев     | Сдача (удушение сзади)     | Euphoria: Road to the Titles                | 15 октября 2004  | 1     | 3:24  | Атлантик-Сити, США   |                                                             |
| Победа    | 8-2-1   | Жесиас Кавалканти | Решение большинства        | Shooto: 7/16 in Korakuen Hall               | 16 июля 2004     | 3     | 5:00  | Токио, Япония        |                                                             |
| Победа    | 7-2-1   | Метин Якут        | TKO (удары руками)         | Shooto Finland: Capital Punishment 2        | 5 апреля 2004    | 2     | 3:50  | Хельсинки, Финляндия |                                                             |
| Поражение | 6-2-1   | Витор Рибейру     | Сдача (треугольник руками) | Shooto: Year End Show 2003                  | 14 декабря 2003  | 2     | 2:37  | Тиба, Япония         | Лишился титула чемпиона Shooto в полусреднем весе (70 кг).  |
| Победа    | 6-1-1   | Таканори Гоми     | Решение большинства        | Shooto: 8/10 in Yokohama Cultural Gymnasium | 10 августа 2003  | 3     | 5:00  | Иокогама, Япония     | Выиграл титул чемпиона Shooto в полусреднем весе (70 кг).   |
| Победа    | 5-1-1   | Румина Сато       | TKO (удары руками)         | Shooto: 3/18 in Korakuen Hall               | 18 марта 2003    | 1     | 2:09  | Токио, Япония        |                                                             |
| Победа    | 4-1-1   | Такуми Накаяма    | Решение большинства        | Shooto: Year End Show 2002                  | 14 декабря 2002  | 3     | 5:00  | Тиба, Япония         |                                                             |
| Победа    | 3-1-1   | Сами Хюупя        | Сдача                      | Shooto Finland: The First Time              | 19 октября 2002  | 1     | 4:00  | Турку, Финляндия     |                                                             |
| Ничья     | 2-1-1   | Рафлес ла Росе    | Ничья                      | CW 3                                        | 31 августа 2002  | 2     | 5:00  | Голуэй, Ирландия     |                                                             |
| Победа    | 2-1     | Олоф Ингер        | Решение судей              | Finnfight 5                                 | 24 ноября 2001   | N/A   | N/A   | Турку, Финляндия     |                                                             |
| Поражение | 1-1     | Яни Лакс          | Сдача (удушение сзади)     | Finnfight 4                                 | 2 декабря 2000   | 1     | 9:25  | Турку, Финляндия     |                                                             |
| Победа    | 1-0     | Маркус Пельтонен  | TKO                        | Finnfight 3                                 | 6 ноября 1999    | 1     | 1:38  | Турку, Финляндия     |                                                             |